# Scutellaria baicalensis
Espèce
Synonymes
- Scutellaria adamsii A.Ham.[2]
- Scutellaria baicalensis f. albiflora H.W.Jen & Y.J.Chang[2]
- Scutellaria davurica Pall. ex Ledeb.[2]
- Scutellaria lanceolaria Miq.[2]
- Scutellaria macrantha Fisch. ex Rchb.[2]
- Scutellaria macrantha Fisch.[3]
- Scutellaria speciosa Fisch. ex Turcz.[2]

Scutellaria baicalensis, la Scutellaire du Baïkal, est une espèce de plantes à fleurs de la famille des Lamiacées et du genre des Scutellaires. C'est une plante vivace originaire d'Asie.

## Utilisations médicinales
La racine séchée est utilisée en herboristerie traditionnelle chinoise sous le nom de 黄芩 (huáng qín) pour combattre la fièvre et les affections des poumons et du foie. 
Elle est considérée comme antivirale et antioxydante. 
Elle détruit in vivo des cellules cancéreuses et, chez la souris, freine la croissance de différents types de tumeurs.